# Oreomava otwayensis
Oreomava otwayensis é uma espécie de gastrópode  da família Charopidae.
É endémica da Austrália.